# Torneo di Wimbledon 1879
Il Torneo di Wimbledon 1879 è stata la 3ª edizione del Torneo di Wimbledon e prima prova stagionale dello Slam per il 1879. Si è giocato sui campi in erba dell'All England Lawn Tennis and Croquet Club di Wimbledon a Londra in Gran Bretagna. Il torneo ha visto vincitore nel singolare maschile il britannico John Hartley che ha sconfitto in finale il connazionale Frank Hadow che si è ritirato.

## Risultati

### Singolare maschile
John Hartley ha battuto in finale  Frank Hadow per walkover

### Finale del torneo preliminare
John Hartley ha battuto in finale  Vere St. Leger Goold con il punteggio di 6–2 6–4 6–2

### Doppio maschile non ufficiale (A Oxford)
Lestocq Robert Erskine /  Herbert Lawford hanno battuto in finale  F. Durant /  G.E. Tabor 4–6, 6–4, 6–5, 6–2, 3–6, 5–6, 7–5